# Colutea persica
Colutea persica är en ärtväxtart som beskrevs av Pierre Edmond Boissier. Colutea persica ingår i släktet blåsärter, och familjen ärtväxter. Inga underarter finns listade i Catalogue of Life.